# Estadio Centenario (México)
El Estadio Centenario se ubica al norte de la ciudad de Cuernavaca, Morelos, en la Avenida Universidad, en la colonia Lienzo Charro. En este estadio juega el Escorpiones Fútbol Club de la Segunda División de México. Es el tercer estadio más grande del Estado de Morelos con capacidad de 15 800 personas después del Estadio Agustín Coruco Díaz y del Estadio Mariano Matamoros. Actualmente cuenta con iluminación. Cada año este inmueble es escenario de la meta del tradicional Maratón Rover Scout México-Cuernavaca (el maratón más antiguo de México) organizado cada año por un grupo scout (lo organiza el grupo scout ganador por equipos del año anterior).

## Historia
El Estadio Centenario se inauguró en el año de 1969 y se creó para organizar olimpiadas y partidos de fútbol estatales. En el 2004 se propuso llevar a un equipo de fútbol pero no se logró. Cuando el equipo Colibríes de Cuernavaca descendió se trasladó al Estadio Centenario pero el equipo se desintegró en el mismo año.
En el 2006 el presidente del Patronato del Club Universidad Nacional decidió hacer un equipo filial en la Liga de Ascenso y se crearon los Pumas Morelos, quienes jugaron en el Estadio Centenario siendo el único estadio que la Federación Mexicana de Fútbol tenía autorizado para su uso.

## Capacidad
La capacidad de este estadio es de 14 500 espectadores.

## Unidad deportiva
La unidad deportiva centenario cuenta con 1 cancha de frontón, 5 canchas múltiples (básquetbol, voleibol, futbolín), gimnasio auditorio, el Centro de Medicina Deportiva y el área de físico-constructivismo.

## Torneos
1. Tercera División de México
2. Copa Morelos
3. Liga juvenil de fútbol
4. Olimpiadas juveniles de Morelos

## Proyectos
En el 2009 el Gobierno de Morelos dio a conocer un proyecto para aumentar el número de asientos y palcos, aumentar la iluminación y remodelar la pista de atletismo. El proyecto tendría un costo de 6 millones de pesos y habilitaría al estadio con una capacidad de 26,000 personas. Este proyecto se esperaba que se realizara durante el año 2010 y terminara en el año 2011.